# 上級システムアドミニストレータ試験
上級システムアドミニストレータ試験（じょうきゅうしすてむあどみにすとれーたしけん、Senior Systems Administrator Examination、略称上級シスアド、略号SD）は、情報処理技術者試験にあった区分である。
当時の高度情報処理技術者で最高のレベル5の区分の一つであった。

## 概要
難易度は、最高で超難関区分であった。レベル4であるテクニカルエンジニア(システム管理)、テクニカルエンジニア（ネットワーク）および、レベル3である第一種情報処理技術者、ソフトウェア開発技術者、情報セキュリティアドミニストレータや、中小企業診断士（情報）などを対象とし、特に経営情報に関するシステム要求を設定するのみならず経営組織の改善を自ら策定していくなどの専門的知識を問うていた。
試験範囲は、企業会計と情報戦略が大部分を占め、中小企業のみならず公的機関や大企業などの大規模な情報システム利用に対する要求仕様の決定のみならず、経営戦略、会計、法務など極めて高度な範囲であった。
企業の取締役や経営者、またはコンサルタントなど組織の意思決定を担うことのできる重要なポストを想定していた。
受験者は、技術試験だけでなく、簿記、販売、フィナンシャルなどの財務や管理系の試験も合格している者が多かった。
毎年、学生の合格者は国内で数名といったキャリア的試験に匹敵するどころか凌ぐ競争率であり、開発系のプロジェクトマネージャやアプリケーションエンジニアと並ぶ高い難易度であった。
業務未経験者は対象ではなく、受験すること自体は可能だが合格は極めて難しかった。
沿革
- 平成 8年（1996年）秋期から年一回実施、年齢制限は受験する年の4月1日時点で27歳以上、受験に際し業務経歴書（経歴の無い者は「業務経歴なし」と記した書類）の提出を要した。
- 平成13年（2001年）制度改正により年齢制限と業務経歴書の提出を撤廃、午前の試験時間短縮及び出題数減少。
- 平成17年（2005年）午前の試験時間延長及び出題数増加。
- 平成20年（2008年）秋期を最後に廃止、後身はシステムアナリスト試験と統合されたITストラテジスト試験。

## 形式
午前
試験時間100分。四肢択一式（マークシート使用）で55問出題され全問解答。IRT（項目応答理論）によって、最低200点～最高800点の5点刻みで採点され、600点以上で合格（午前試験通過）である。
- 当初から平成12年（2000年）までは、試験時間150分、80問出題。
- 平成13年（2001年）から平成16年（2004年）までは、試験時間90分、50問出題。

午後I
試験時間90分。情報処理システムの監査及び評価に関する主題の設定となる文章とそれに対するいくつかの小問からなる大問が4問出題され3問を選択し解答。素点採点で、最低200点～最高800点の5点刻みで採点され、600点以上で合格（午後I試験通過）である。ただし、午前試験が600点に満たなかった者は採点されない。
午後II
試験時間120分。3問出題され1問を選択し解答。業務経験を踏まえて小論文（2400字以上4000字以下）を書く。採点はA,B,C,Dの4段階で評価され、Aのみ最終的に合格となる。ただし、午後I試験が600点に満たなかった者は採点されない。

## 合格者の特典
- 科目免除又は任用資格
  - 弁理士試験の科目免除
  - 技術陸曹・海曹・空曹及び予備自衛官補（技能公募）の任用資格
  - 警視庁特別捜査官の4級職（警部補）のコンピュータ犯罪捜査官の任用資格
  - 厚生労働省情報システム部門任期付採用職員の6級職（課長補佐）および5級職（係長）の任用資格

## その他
- IT人材育成センター国家資格・試験部の統計資料による累計値

| 区分                           | 区分               | 受験者数（人） | 合格者数（人） | 合格率（%） |
| ------------------------------ | ------------------ | -------------- | -------------- | ----------- |
| 上級システムアドミニストレータ | 1996年度～2000年度 | 23,040         | 1,648          | 7.2         |
| 上級システムアドミニストレータ | 2001年度～2008年度 | 23,833         | 2,159          | 9.1         |
| 累計                           | 累計               | 46,873         | 3,807          | 8.1         |
統計資料の応募者・受験者・合格者の推移表において、本試験にかかる数値はシステムアナリスト試験の数値と合算してITストラテジスト試験に計上されている。